# Issei Tone
Issei Tone (japanisch 戸根 一誓 Tone Issei; * 22. Mai 1996 in der Präfektur Osaka) ist ein japanischer Fußballspieler.

## Karriere
Tone erlernte das Fußballspielen in der Schulmannschaft der Kokoku High School und der Universitätsmannschaft der Tokai Gakuen-Universität. Seinen ersten Vertrag unterschrieb er 2019 bei Kataller Toyama. Der Verein aus Toyama spielte in der dritthöchsten Liga des Landes, der J3 League. Für Kataller stand er 47-mal in der dritten Liga auf dem Spielfeld. Im Januar 2022 wechselte er nach Morioka zum Zweitligaaufsteiger Iwate Grulla Morioka. Am Ende der Saison 2022 belegte er mit Iwate den letzten Tabellenplatz und musste in die dritte Liga absteigen. Nach dem Abstieg wechselte er zu Beginn der Saison 2023 zum Drittligisten Kagoshima United FC. Am Ende der Saison 2023 wurde er mit Kagoshima Vizemeister und stieg somit in die zweite Liga auf. Am Ende der Saison 2024 belegte er mit Kagoshima den 19. Tabellenplatz und musste somit in die dritte Liga absteigen. Nach dem Abstieg verließ er Kagoshima und schloss im Januar 2025 dem Zweitligisten Ōita Trinita an.

## Erfolge
Kagoshima United FC
- Japanischer Drittligavizemeister: 2023  ▲